# Torre de Dona Chama
Torre de Dona Chama é uma vila portuguesa sede da freguesia de Torre de Dona Chama do município de Mirandela, com 27,65 km² de área e 919 habitantes (censo de 2021), tendo, por isso, uma densidade populacional de 33,2 hab./km².
Situada na parte nordeste do município de Mirandela, a freguesia de Torre de Dona Chama é limitada a oeste pelo rio Tuela, que a separa a sudoeste de Vale de Gouvinhas, a leste de Fradizela e confina a noroeste com São Pedro Velho. A nordeste fica o Município de Macedo de Cavaleiros, sucedendo-se as freguesias de Lamalonga Vilarinho de Agrochão e Arcas até se encontrar, definindo no limite sul, a freguesia de Múrias, do município de Mirandela.
Torre de Dona Chama foi vila e sede de concelho entre 1287 e 1855. O concelho era constituído pelas freguesias de Múrias, Vilares, Fradizela, São Pedro Velho, Torre de Dona Chama, Vale de Gouvinhas, Fornos de Ledra, Guide, Meles, Regodeiro, Vale de Prados de Ledra e Lamalonga. Tinha, em 1801, um total de 2601 habitantes.
Após as primeiras reformas administrativas do liberalismo passou a integrar também as freguesias de Vale de Telhas, Aguieiras, Arcas, Espadanedo, Ferreira, Murçós, Vilarinho de Agrochão, Vilarinho do Monte, Bouça do Nunes, Ala, Agrochão e Ervedosa. Tinha, em 1849, um total de 6883 habitantes.
A povoação de Torre de Dona Chama voltou a obter a categoria de vila em 1989, em Lei aprovada na Assembleia da República a 30 de Junho.

## Demografia
Em 1950 tinha 2120 habitantes sendo 1050 do sexo masculino e 1070 do feminino.
Em 1960 tinha 1890 pessoas e em 1991 eram residentes 1587.
Segundo o censo de 2001 a Vila de Torre de Dona Chama possuía uma População de 1386 habitantes, sendo 654 do sexo masculino, com uma Densidade Populacional de 50,1 hab./km².
No ano de 2011, Torre de Dona Chama apresentava uma população residente de 1105 habitantes.
Nota: Nos anos de 1900 a 1930 tinha anexada a freguesia de Guide. Pelo decreto lei nº 27.424, de  31 de dezembro de 1936, Guide passou a fazer parte da freguesia de Avidagos.
A população registada nos censos foi:
| Distribuição da População por Grupos Etários | Distribuição da População por Grupos Etários | Distribuição da População por Grupos Etários | Distribuição da População por Grupos Etários | Distribuição da População por Grupos Etários |
| -------------------------------------------- | -------------------------------------------- | -------------------------------------------- | -------------------------------------------- | -------------------------------------------- |
| Ano                                          | 0-14 Anos                                    | 15-24 Anos                                   | 25-64 Anos                                   | > 65 Anos                                    |
| 2001                                         | 184                                          | 184                                          | 649                                          | 369                                          |
| 2011                                         | 83                                           | 106                                          | 517                                          | 399                                          |
| 2021                                         | 65                                           | 50                                           | 373                                          | 431                                          |

## História
Torre de Dona Chama é uma vila, sede da maior freguesia rural de Mirandela. Dista desta cidade cerca de 24 km. Situa-se na margem esquerda do rio Tuela, a pouco mais de 3 km. É atravessada por diversos ribeiros.
Com uma história riquíssima e existindo já antes da Formação de Portugal, este nome de "Torre de Dona Chama" evidência claramente a sua indicação de uma "Torre", e uma senhora local "Dona" do lugar, que se chamava "Chama", proveniente de "Flamula" que deu "Chamôa" e depois "Chama". Esta ligação de palavras é tão identificativa, que existe uma lenda local que nos mostra a relação dessas palavras com clarividência..
Nas chancelarias medievais surge com a designação de: Turris de Domina Flamula.
Já no século XIII, no Foral de D. Dinis, aparece com o nome de Torre de Dona Cliâmoa. Alguns historiadores indicam até uma certa coincidência com a lenda atrás transcrita, que uma nobre dama, Dona Châmoa Rodrigues, que ali teria vivido pelo ano de 960, e por isso consideram-na a fundadora da localidade.
Torre de Dona Chama tem vastos achados arqueológicos e vestígios que ainda hoje podemos testemunhar no local como o monumento tipo berrão "a Ursa" de pedra junto ao pelourinho que nos fazem pensar em povoamento muito remoto. No Monte de São Brás existe uma ermida àquele santo, cuja capela está rodeada dos restos da muralha de um forte luso romano.
Pensa-se que o próprio culto de São Brás tenha sucedido após a ruína de um outro templo preexistente, a outro culto (talvez Santa Maria que é o orago local). É que o São Brás não era dos favoritos da Alta Idade Média.
Estes muros castrejos sofreram as diferentes passagens de povos, dos romanos, dos mouros e dos cristãos entre outros.
O próprio pároco local de 1758 é de opinião que aqueles restos de povoado no Monte de São Brás, teriam sido a primitiva povoação da Torre, que depois se transferiu para o sopé daquele mesmo monte. Vários utensílios de cobre e bronze, além de alguma cerâmica, têm sido até encontrados.
Em plena Idade Média, Torre de Dona Chama começa a ganhar mais importância, inclusive estratégica. Nesse sentido, e para a repovoar, o rei D. Dinis dá-lhe Foral em 25 de abril de 1287, renovando-o a 25 de março de 1299.
Mais tarde, D. Manuel I concede-lhe novo foral a 14 de maio de 1512.
Contudo, a sua tradição municipalista deverá ter começado antes do século XIII. No tempo de D. Fernando, o senhorio da vila passa para um fidalgo castelhano, por este considerar o rei de Portugal como seu rei. Só que, com a Regência do Mestre de Avis, Torre de Dona Chama passa para um português fiel, Gonçalo Vasques Guedes, ao mesmo tempo senhor de Murça.
Manteve-se nessa família de geração em geração.
A paróquia, no século XVIII tinha pároco, provido pela Abadia de Guide.
O concelho de Torre de Dona Chama é extinto em 1855, sendo então composto por várias freguesias dos atuais concelhos de Vinhais, Macedo de Cavaleiros e Mirandela, como Espadanedo, Ervedosa, Ferreira, Fradizela, Lamalonga, Guide, São Pedro Velho.
Em 1989, porém, devido a um bairrismo intenso, e a um desenvolvimento crescente, Torre de Dona Chama passa novamente a Vila.
Mesmo sem ser concelho, como defendia o Abade de Baçal e muitos dos seus habitantes, a Vila da Torre impôs-se no conjunto das freguesias rurais de Mirandela.
Em 1530, segundo o numeramento dessa época o seu termo tinha 317 moradores distribuídos assim pelas suas aldeias de então: Lama Longa e Argana com 10 cada, Vilar d'Ouro, Ribeirinha com 6, Ferradosa, Mosteiró e Seixo com 7, Vale D'Amieiro 3, Couços, Regodeiro, Vale de Navalho com 9, Vilares 12, São Pedro Velho 21, Fornos 18, Melles 25, Guide 37, Vale de Gouvinhas 17, Fradizela 26, Vale de Prados 14, Múrias 24 Gandariças 4, Vale Maior 11, Vila Nova 6.
Em 1796 o concelho tinha 1391 homens, 1289 mulheres: 4 barbeiros, 17 eclesiásticos seculares, 3 pessoas literárias, 41 sem ocupação, 6 negociantes, 4 cirurgiões, 2 boticários, 290 lavradores e 140 jornaleiros, 24 alfaiates, 20 sapateiros, 7 carpinteiros, 14 pedreiros, 4 ferreiros, 5 ferradores, 1 chapeleiro, 7 almocreves, 56 criados e 47 criadas.
Já em 1960 podemos indicar na Torre carreiras de camionetes para Bragança e Mirandela, sendo o principal comércio o azeite, cereais, fruta e vinho. Ali estavam instalados vários serviços económico sociais: 1 depósito de adubos, 2 agências bancárias, 1 agência funerária, 1 agência de jornais, 4 agentes de seguros, 4 albardeiros, 7 alfaiates, 1 grupo desportivo e Casa do Povo, 1 garagem de automóveis, 1 lagar de azeite, 1 negociante deste produto, 4 barbeiros, 2 cafés, 1 farmácia, 1 ferrador, 1 filarmónica da Casa do Povo, 1 depósito de gasolina, 4 latoeiros, 1 agente de máquinas agrícolas, 3 médicos, 7 mercearias, 4 fábricas de moagem, 3 pensões, 4 professores, posto de Registo Civil, 3 serralharias civis, 3 talhos, 2 tamanqueiros e três transportes de mercadorias.

## Património

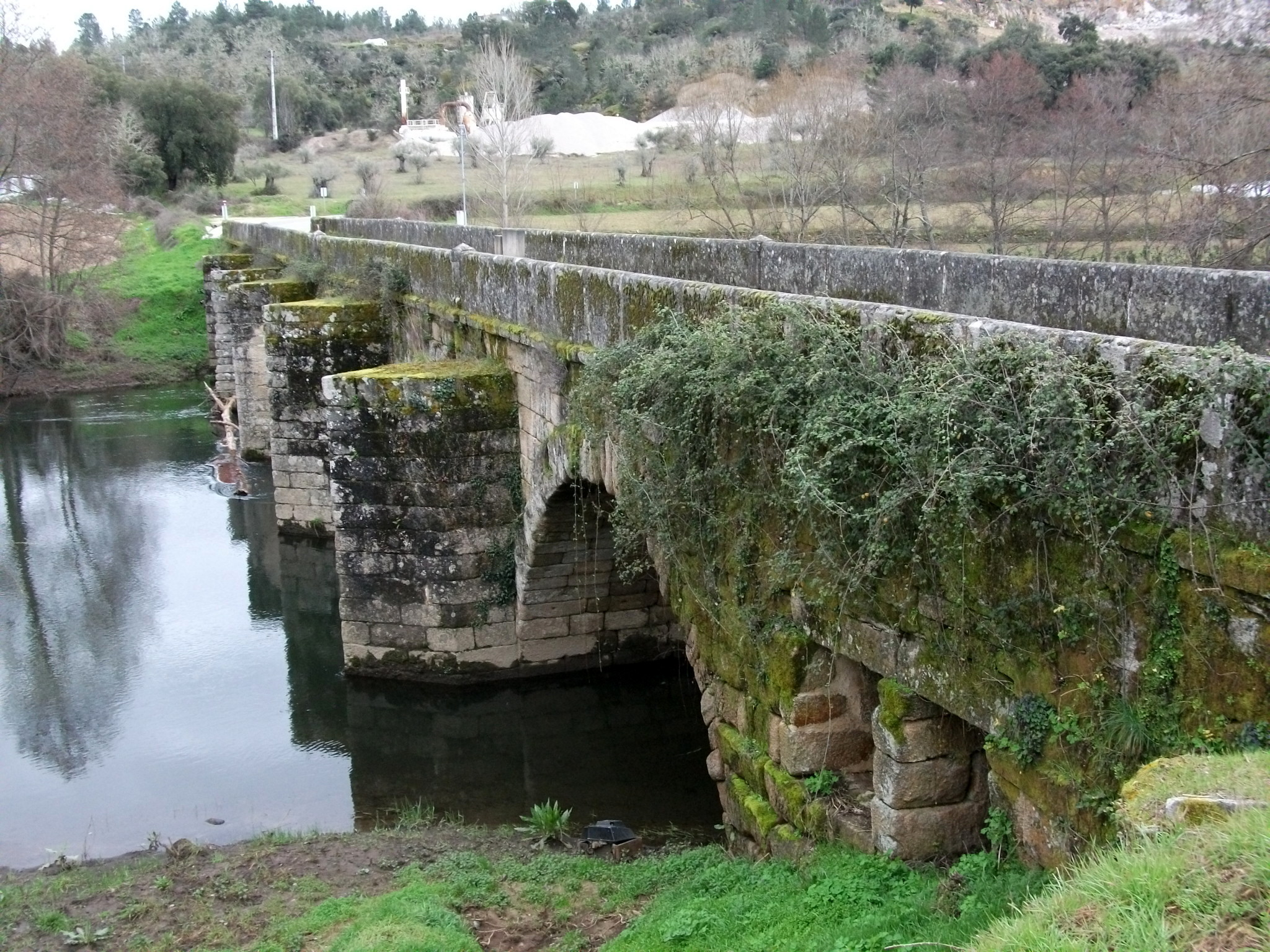
Ponte de pedra sobre o Tuela (MN)

- Ponte de pedra sobre o rio Tuela (MN), classificada como Monumento Nacional. Também denominada Ponte Românica sobre o rio Tuela ou Ponte de Torre de Dona Chama.
- Torre de Dona Chama (torre) ou Castro de São Brás classificados como IPP (Imóvel de Interesse Público)
- Igreja de Guide (IPP), ou Igreja de São Mamede
- Pelourinho de Torre de Dona Chama (IPP)
- Capela e Cruzeiro do Senhor dos Aflitos[7]
- Escola Primária de Torre de Dona Chama[8]
- Igreja Paroquial de Torre de Dona Chama ou Igreja de Santa Maria ou Igreja de Nossa Senhora da Encarnação[9]
- Ponte de Vilares[10]

## Atividade económica
A freguesia de Torre de Dona Chama tem vastos recursos e os seus habitantes não se dedicam só à agricultura. Embora esta seja a atividade preponderante, a pecuária, o comércio, o ensino e outros serviços têm prosperado na localidade.
A que certamente não será estranho uma triplicidade de condições: a sua situação geográfica, no coração da Terra Quente, ficando a 25 km de Mirandela, de Macedo de Cavaleiros ou de Valpaços, a 50 km de Bragança; a sua extensão de território; as suas potencialidades que a dinâmica dos habitantes e residentes sabem aproveitar. A agricultura tem a servi Ia um comércio relacionado com as sementes, os enxertos, os adubos, calagem, rações e derivados, alfaias e máquinas etc.
Produz abundantemente azeite, vinho, frutas diversas e cereais.
A mecanização já vai sendo uma realidade, a par de muito tradicionalismo, onde não faltam os muares e as carroças, os arados, charruas, enxadas e por aí fora. Na pecuária há explorações de gado bovino, ovino, caprino e suíno. Industrialmente também já tem algum peso. Fábricas de moagem de farinhas, de pastelaria fina, padarias com fornos de cozer o pão, extracção de azeite, blocos e vigas de cimento, pré-esforçados, areias, gravilha e brita, cerâmica, transformação e tratamento de mármores e granitos. Como também a adega, oficinas de alumínios, ferragens, serrações, carpintarias mecânicas e unidades agro pecuárias. Tem estações de serviços e reparação de automóveis, farmácia, barbearias, relojoarias, alfaiatarias, cafés, restaurantes, bares, armazéns e retalhistas diversos, supermercados, talhos, peixaria, fazendaria, mercearias e miudezas, pronto a vestir, perfumaria, sapatarias com conserto rápido, eletrodomésticos, móveis, construção civil, alcatifas e artigos de decoração.

### Produtos regionais protegidos
Pertencendo ao concelho de Mirandela, Torre de Dona Chama faz parte da área geográfica de alguns produtos com Denominação de Origem Protegida (DOP) ou Indicação Geográfica Protegida (IGP) como:
- Queijo de cabra transmontano (DOP)
- Queijo Terrincho (DOP)
- Carne de porco Bísaro Transmontano (DOP)[11][12]
- Butelo de Vinhais (IGP)
- Alheira de Vinhais (IGP)[11]
- Alheira de Mirandela (IG)[12]

## Localidades anexas

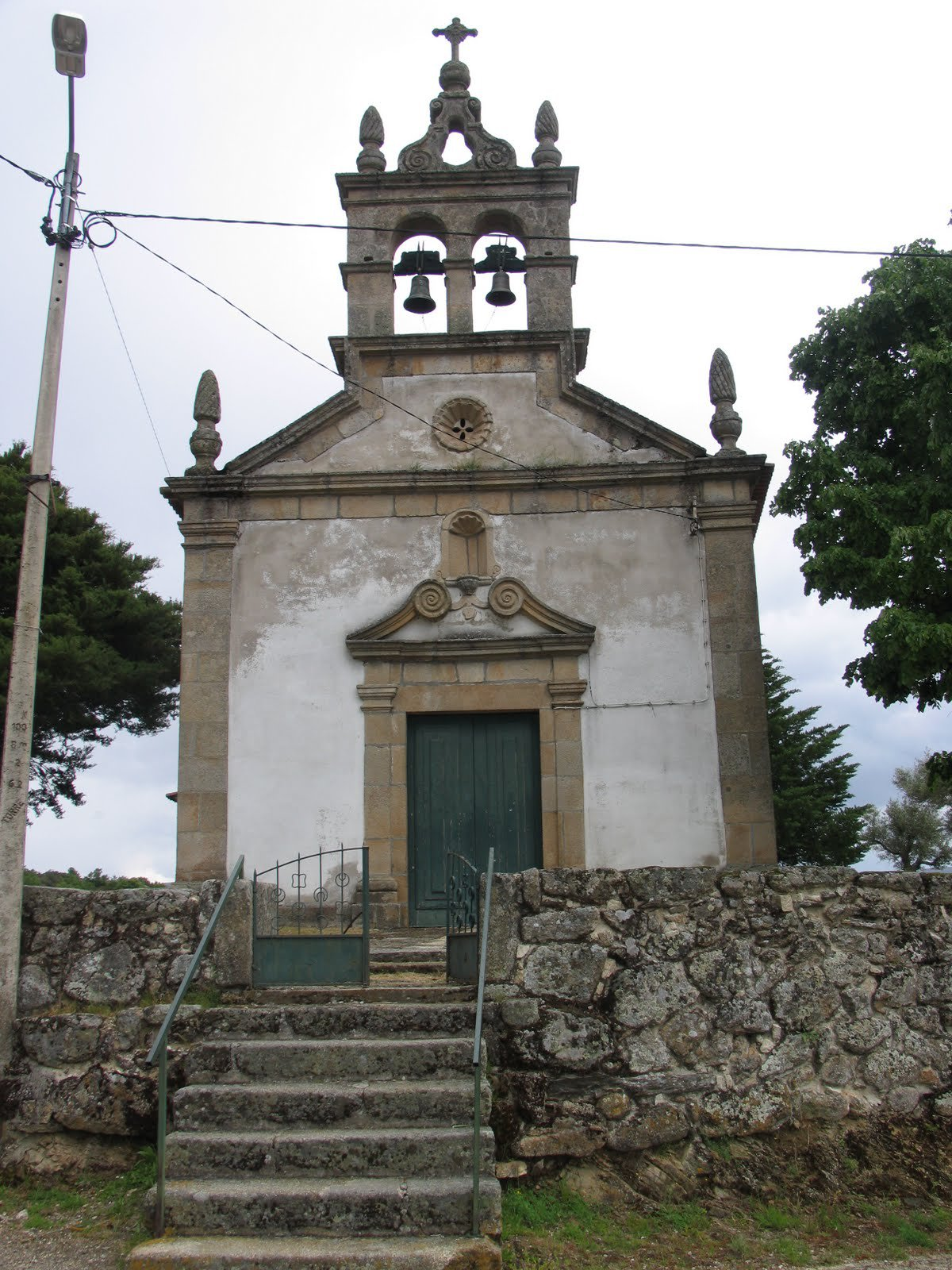
Igreja de Guide (IPP)

- Guide possui uma grandiosidade ancestral no campo paroquial, mas agora destaca-se a Igreja de Guide, largo principal e casas bem agradáveis demonstrando algum cuidado de construção antiga, a par das modernas.
- Mosteiró tem bons terrenos agrícolas e casas antigas xistosas, bem como uma Igreja interessante em cantaria regional.
- Vilares fica na estrada que de Mirandela dá acesso à Torre, a cerca de 4 quilómetros, e são apenas escassas dezenas de casas, com destaque para a Capela e Casa Rural rica também com capela, em linda cantaria bem aparelhada e com várias saliências.

## Feiras
As duas feiras, a 5 e a 17 de cada mês e as anuais de 5 de Novembro (Santos) e 5 de Janeiro (Reis), dão um ar de feiras francas e romarias, principalmente as duas últimas, atraindo muita gente vendendo ou comprando, e até convivendo.

## Cultura
No aspecto sócio cultural a Torre marca bem a diferença em relação às restantes freguesias rurais do concelho. Tem Casa do Povo e Delegação da Segurança Social com corpo médico, enfermagem e diversos serviços, que inclui ambulância. Agências Bancárias, Estação dos CTT, Posto da GNR, Bombeiros Voluntários fundados a 16 de Março de 1978. Possui uma Associação Cultural que já pretendeu recriar uma Banda de Música. O Grupo Desportivo foi fundado também em 1978.
A Festa dos Caretos a 26 de Dezembro representa a luta entre cristãos e mouros. Deriva das festas pagãs entre o bem e o mal, a luz e as trevas, o sagrado e o profano.
Segundo o povo é esta luta que está na origem da povoação de Torre de Dona Chama em que os cristãos tomam o castelo de assalto aos mouros.
As festas típicas e tradicionais são: São Brás, à volta de 3 de Fevereiro, sendo precedida pela festa de Nossa Senhora das Candeias que tem carácter regional e termina com a partilha das merendas que levam nos farnéis.
Festa do Divino Senhor dos Passos, no 2.° fim de semana de Agosto, é a Festa da Vila, de carácter cultural, recreativo e religioso.
Depois, a 14 de setembro, há a festa do Divino senhor dos Aflitos com a sua pequena Capela.
A 25 e 26 de dezembro é a festa de Santo Estêvão e dos Caretos. Esta última ganhou um tipicismo peculiar, embora com algumas alterações ao sabor dos tempos e da organização. Porém, ultimamente consta das seguintes partes: "Deitar os jogos à Praça" no dia 25, sobretudo a tarde. Ao escurecer é o "roubar dos burros". Depois "a Fogueira".
A 26 a "passagem da ciganada", pelas 10 horas é o Carnaval antecipado com rapazes vestidos de raparigas e vice versa. Chamam-lhe "as Madamas". Após o almoço é a "bênção do pão" no adro da Igreja. E, finalmente é o "Correr a Mourisca".
Não faltam os reis mouros e cristãos, os caçadores e as mouriscas. É a apoteose da festa, com jogos próprios, gritos, caixas e bombos.

## Equipamentos

### Segurança

#### Quartéis de bombeiros
- Bombeiros Voluntários de Torre de Dona Chama

#### Postos territoriais da GNR
- Posto Territorial de Torre de Dona Chama

## Ensino
No ensino orgulha se de ter vários níveis: pré-primário, primário, preparatório e secundário, este particular.
O 1.° desde 1985/86 com 2 estabelecimentos, o segundo com cerca de 100 alunos, o 3.° criado em 1977 e com novas instalações inauguradas em 1986, e o último um colégio.
O ensino secundário foi a partir de 1977/78, e a partir de 1985/86 passou a ter curso complementar nalgumas áreas.

## Turismo
Torre de Dona Chama tem também muitos pontos de atração turística. Desde a gastronomia ao artesanato, passando pelos lugares típicos, monumentos, romarias e festas e tradições.
Vários pratos relacionados com os enchidos e o presunto;
No artesanato a latoaria, albardaria e tecelagem.
A Ponte Romana sobre o rio Tuela, o Monte de São Brás, com um castro pré-romano, o Pelourinho e a sua "ursa" no Largo da Berroa, a Igreja Matriz, o Santuário do Senhor dos Aflitos.